# マッサン駅
マッサン駅（マッサンえき、ウルドゥー語: مسان ریلوے اسٹیشن、英語: Massan railway station）はパキスタン・イスラム共和国パンジャーブ州ミーヤーンワーリー県にあるパキスタン鉄道の駅である。